# 이토 고하루
이토 고하루(일본어: 伊藤 小春, 2002년 11월 7일~)는 일본의 여성 패션 모델이자, 아이돌이다.